# Дзюрдзів
Дзюрдзів (пол. Dziurdziów) — село в Польщі, у гміні Лісько Ліського повіту Підкарпатського воєводства,  на перетині етнічних українських територій Лемківщини і Бойківщини.
Населення — 193 особи (2011).

## Історія
Ймовірно, назва походить від волоського імені Giurgiu — Юрій. Напевно, поселення існувало ще за часів Київської Русі на" русь-"кому праві.
Вперше згадується 19 грудня 1480 р., коли три брати з роду Баль поділили між собою власність після смерті батька Яна І Баля. За старшим братом Матяшом ІІ Балом записані села, серед яких і с. Дзюрдзів.
У 1919—1939 рр. — у складі Польщі. Село належало до Ліського повіту Львівського воєводства, у 1934—1939 рр. у складі гміні Гочів.
15 вересня 1944 р. село було окуповано радянськими військами. В 1945–1946 рр. частину українського населення було насильно депортовано в СРСР. Тих, які залишилися, у 1947 році вивезено в рамках Акції «Вісла», а на їх місце переселено поляків.
У 1975-1998 роках село належало до Кросненського воєводства.

### Церква Різдва Матері Божої
Попередня церква села була дерев'яна, вік будови якої невідомий, існувала вже в 1830 р.. Мурована церква збудована в 1899 р., освячена в 1900 р. Філіальна, належала до парафії в с. Гочів Балигородського деканату. В 1928 була частково перебудована. З 1945 р. стояла замкнена. З 1953 по 1956 рр. будівля церкви використовувалась, як магазин. У 1954 р. вівтар, 5 образів, 4 пари лавиць і 1 жирандоль було перевезено в церкву в с. Загочів'я. З 1966 р. будівлю церкви передали православному приходу. Біля церкви збудовано муровану дзвіницю на поч. XX ст. Церковний цвинтар використовується до цього часу. Збереглось кілька старих поховань і старі дерева.

### Населення
На 1785 р. село мало 37.34 км² земельних угідь і в ньому проживало 121 греко-католиків, 19 римо-католиків і 10 юдеїв.
Кількість вірних, греко-католиків:
1840 — 230 осіб, 1859 — 294 осіб, 1879 — 266 осіб, 1899 — 377 осіб, 1926 — 543 осіб, 1936 — 565 осіб.
На 01.01.1939 у селі було 680 жителів, з них 630 українців-грекокатоликів, 40 українців-римокатоликів, 5 поляків і 5 євреїв.

## Пам'ятки
- Мурований дворик II-ї пол. XIX ст.
- Церква Різдва Матері Божої (православна, до 1956 греко-католицька) 1899 р.

## Демографія
Демографічна структура станом на 31 березня 2011 року:
|          | Загалом | Допрацездатний вік | Працездатний вік | Постпрацездатний вік |
| -------- | ------- | ------------------ | ---------------- | -------------------- |
| Чоловіки | 110     | 28                 | 70               | 12                   |
| Жінки    | 83      | 15                 | 49               | 19                   |
| Разом    | 193     | 43                 | 119              | 31                   |